# Janduís

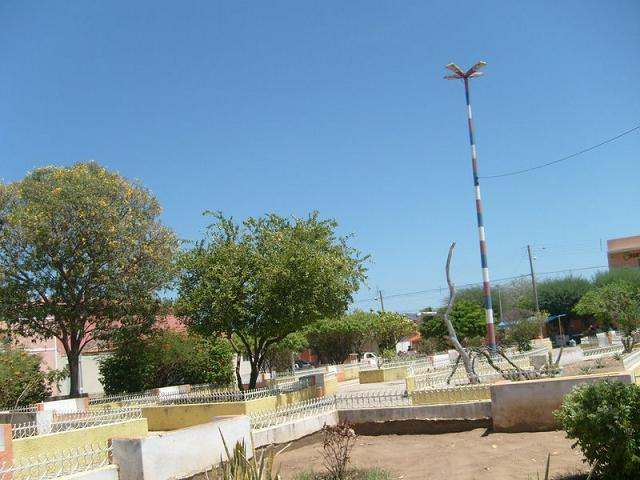
Place de Santa Teresinha à Janduís/RN

Janduis est une ville brésilienne du Nordeste, située dans l'ouest de l'État du Rio Grande do Norte.

## Maires
| Période | Période | Identité                | Étiquette | Qualité |
| ------- | ------- | ----------------------- | --------- | ------- |
| 2009    | 2012    | Salomão Gurgel Pinheiro | PT        |         |